# Phó Tổng lý Quốc vụ viện Cộng hòa Nhân dân Trung Hoa
Phó Tổng lý Quốc vụ viện Cộng hòa Nhân dân Trung Hoa (中华人民共和国国务院副总理) hay còn được gọi là Phó Thủ tướng Quốc vụ viện là chức vụ quan trọng cấu thành Quốc Vụ viện, Quốc vụ viện Thường vụ Hội nghị, là lãnh đạo Đảng và Nhà nước tại Cộng hòa Nhân dân Trung Hoa.
Theo luật "Tổ chức Quốc vụ viện Cộng hòa Nhân dân Trung Hoa" quy định Phó Tổng lý giúp đỡ Tổng lý trong công việc. Phó Tổng lý do Tổng lý đề xuất và được Đại hội Đại biểu Nhân dân Toàn quốc bầu theo hệ thống phổ thông đầu phiếu, do Chủ tịch nước căn cứ vào Hội nghị Nhân Đại Toàn quốc bổ nhiệm. Như các thành viên khác thuộc Quốc vụ viện, Phó Tổng lý có nhiệm kỳ 5 năm, liên tiếp không quá 2 nhiệm kỳ. Trong thời gian Tổng lý đi thăm nước ngoài, Phó Tổng lý phụ trách quản lý toàn bộ công việc của Tổng lý.
Kể từ Quốc vụ viện thứ 7 Nội các của Lý Bằng bắt đầu, Phó Tổng lý đều do Ủy viên Bộ Chính trị đảm nhiệm và Phó Tổng lý thứ nhất là Ủy viên Thường vụ Bộ Chính trị.

## Danh sách Phó Tổng lý

### Chính vụ viện Chính phủ Nhân dân Trung ương
(1 tháng 10 năm 1949 tới 27 tháng 9 năm 1954)
- Tổng lý: Chu Ân Lai (1 tháng 10 năm 1949 tại Hội nghị thứ nhất Ủy ban Chính phủ Nhân dân Trung ương quyết định);
  - Phó Tổng lý: Đổng Tất Võ, Trần Vân, Quách Mạt Nhược, Hoàng Viêm Bối (19 tháng 10 năm 1949 tại Hội nghị thứ 3 Ủy ban Chính phủ Nhân dân Trung ương quyết định);
  - Phó Tổng lý sau bổ nhiệm: Đặng Tiểu Bình (7 tháng 8 năm 1952 tại Hội nghị thứ 17 Ủy ban Chính phủ Nhân dân Trung ương quyết định);

### Quốc Vụ viện thứ nhất
(27 tháng 9 năm 1954 tới 27 tháng 4 năm 1959)
- Tổng lý: Chu Ân Lai (27 tháng 9 năm 1954 tại Hội nghị thứ nhất Đại hội Đại biểu Nhân dân Toàn Quốc khóa thứ nhất quyết định);
  - Phó Tổng lý: Trần Vân, Lâm Bưu, Bành Đức Hoài, Đặng Tiểu Bình, Đặng Tử Khôi, Hạ Long, Trần Nghị, Ô Lan Phu, Lý Phú Xuân, Lý Tiên Niệm (28 tháng 9 năm 1954 tại Hội nghị thứ nhất Đại hội Đại biểu Nhân dân Toàn Quốc khóa thứ nhất quyết định)
  - Phó Tổng lý sau bổ nhiệm: Nhiếp Vinh Trăn, Bạc Nhất Ba (16 tháng 11 năm 1956 tại Hội nghị thứ 51 Đại hội Đại biểu Nhân dân Toàn Quốc khóa thứ nhất quyết định).

### Quốc Vụ viện thứ 2
(27 tháng 4 năm 1959 tới 3 tháng 1 năm 1965)
- Tổng lý: Chu Ân Lai (27 tháng 4 năm 1959 tại Hội nghị thứ nhất Đại hội Đại biểu Nhân dân Toàn Quốc khóa thứ 2 quyết định)；
  - Phó Tổng lý: Trần Vân, Lâm Bưu,Bành Đức Hoài, Đặng Tiểu Bình, Đặng Tử Khôi, Hạ Long, Trần Nghị, Ô Lan Phu, Lý Phú Xuân, Lý Tiên Niệm, Nhiếp Vinh Trăn,Bạc Nhất Ba, Đàm Chấn Lâm, Lục Định Nhất, Lục Định Nhất, Tập Trọng Huân（28 tháng 4 năm 1959 tại Hội nghị thứ nhất Đại hội Đại biểu Nhân dân Toàn Quốc khóa thứ 2 quyết định）

### Quốc Vụ viện thứ 3
(3 tháng 1 năm 1965 tới 17 tháng 1 năm 1975)
- Tổng lý: Chu Ân Lai (3 tháng 1 năm 1965 tại Hội nghị thứ nhất Đại hội Đại biểu Nhân dân Toàn Quốc khóa thứ 3 quyết định);
  - Phó Tổng lý: Lâm Bưu, Trần Vân, Đặng Tiểu Bình, Hạ Long, Trần Nghị, Kha Khánh Thi, Ô Lan Phu, Lý Phú Xuân, Lý Tiên Niệm, Đàm Chấn Lâm, Nhiếp Vinh Trăn, Bạc Nhất Ba,Lục Định Nhất, La Thụy Khanh, Đào Chú, Tạ Phú Trị (4 tháng 1 năm 1965 tại Hội nghị thứ nhất Đại hội Đại biểu Nhân dân Toàn Quốc khóa thứ 3 quyết định)
  - 9 tháng 4 năm 1965, Kha Khánh Thi mất
  - 9 tháng 6 năm 1969, Hạ Long mất
  - 30 tháng 11 năm 1969, Đào Chú mất
  - 13 tháng 9 năm 1971, Lâm Bưu mất
  - 5 tháng 1 năm1972, Trần Nghị mất
  - 26 tháng 3 năm 1972, Tạ Phú Trị mất
  - 9 tháng 1 năm 1975, Lý Phú Xuân mất
  - Đặng Tiểu Bình trong thời kỳ Cách mạng văn hòa bị chỉ trích là "tên số hai trong Đảng đi theo chủ nghĩa tư bản". 10 tháng 3 năm 1973, Bộ Chính trị quyết định "khôi phục đảng tịch và chức vụ phó Thủ tướng, công tác thường vụ cho đồng chí Đặng Tiểu Bình"

### Quốc Vụ viện thứ 4
(17 tháng 1 năm 1975 tới 5 tháng 3 năm 1978)
- Tổng lý: Chu Ân Lai（17 tháng 1 năm 1975 tại Hội nghị thứ nhất Đại hội Đại biểu Nhân dân Toàn Quốc khóa thứ 4 quyết định);
- 8 tháng 1 năm 1976, Tổng lý Chu Ân Lai mất
- Tổng lý sau bổ nhiệm: Hoa Quốc Phong (2 tháng 2 năm 1976, Hoa Quốc Phong được chỉ định làm quyền Tổng lý, 7 tháng 4 cùng năm được bổ nhiệm làm Phó Chủ tịch Đảng, Tổng lý Quốc vụ viện)
  - Phó Tổng lý: Đặng Tiểu Bình, Trương Xuân Kiều, Lý Tiên Niệm, Trần Tích Liên, Kỷ Đăng Khuê, Hoa Quốc Phong, Trần Vĩnh Quý, Ngô Quế Hiền (nữ), Vương Chấn, Dư Thu Lý, Cốc Mục, Tôn Kiện (17 tháng 1 năm 1975 tại Hội nghị thứ nhất Đại hội Đại biểu Nhân dân Toàn Quốc khóa thứ 4 quyết định);
  - 7 tháng 4 năm 1976 Đặng Tiểu Bình bị thu hồi hết toàn bộ chức vụ. 21 tháng 7 năm 1977 phiên họp thứ 3 Đại hội Đảng lần thứ 10 khôi phục toàn bộ chức vụ như cũ
  - 21 tháng 7 năm 1977 Phiên họp thứ 3 Đại hội Đảng lần thứ 10, đánh đổ bè lũ bốn tên. Trương Xuân Kiều bị cắt mọi chức vụ.

### Quốc Vụ viện thứ 5
(5 tháng 3 năm 1978 tới 10 tháng 6 năm 1983)

#### Trước khi cải tổ năm 1982
(5 tháng 3 năm 1978 tới 4 tháng 5 năm 1982)
- Tổng lý: Hoa Quốc Phong (5 tháng 3 năm 1978 tại Hội nghị thứ nhất Đại hội Đại biểu Nhân dân Toàn Quốc khóa thứ 5 quyết định)
- 10 tháng 9 năm 1980 tại Hội nghị thứ 3 Đại hội Đại biểu Nhân dân Toàn Quốc khóa 5 Hoa Quốc Phong từ chức,
- Tổng lý bổ nhiệm: Triệu Tử Dương (10 tháng 9 năm 1980 tại Hội nghị thứ 3 Đại hội Đại biểu Nhân dân Toàn Quốc khóa 5 quyết định)
  - Phó Tổng lý: Đặng Tiểu Bình, Lý Tiên Niệm, Từ Hướng Tiền, Kỷ Đăng Khuê, Dư Thu Lý, Trần Tích Liên, Cảnh Biểu, Trần Vĩnh Quý, Phương Nghị, Vương Chấn, Cốc Mục, Khang Thế Ân, Trần Mộ Hoa (nữ)
  - Phó Tổng lý sau quyết định: Vương Nhậm Trọng (26 tháng 12 năm 1978 tại Hội nghị thứ 5 Ủy ban Thường vụ Đại hội Đại biểu Nhân dân Toàn Quốc khóa thứ 5 quyết định), Trần Vân, Bạc Nhất Ba, Diêu Y Lâm (1 tháng 7 năm 1979 tại Hội nghị thứ 2 Đại hội Đại biểu Nhân dân Toàn Quốc khóa 5 quyết định), Cơ Bằng Phi (13 tháng 9 năm 1979 tại Hội nghị thứ 11 Ủy ban Thường vụ Đại hội Đại biểu Nhân dân Toàn Quốc khóa thứ 5 quyết định), Triệu Tử Dương, Vạn Lý (16 tháng 4 năm 1980 tại Hội nghị thứ 14 Ủy ban Thường vụ Đại hội Đại biểu Nhân dân Toàn quốc quyết định), Dương Tĩnh Nhân, Trương Ái Bình, Hoàng Hoa (10 tháng 9 năm 1980 tại Hội nghị thứ 3 Đại hội Đại biểu Nhân dân Toàn Quốc khóa 5)
  - 16 tháng 4 năm 1980 tại Hội nghị thứ 14 Ủy ban Thường vụ Đại hội Đại biểu Nhân dân Toàn quốc quyết định miễn chức Kỷ Đăng Khuê, Trần Tích Liên
  - 10 tháng 9 năm 1980 tại Hội nghị thứ 3 Đại hội Đại biểu Nhân dân Toàn Quốc khóa 5,
    - Đặng Tiểu Bình, Lý Tiên Niệm, Trần Vân, Từ Hướng Tiền, Vương Chấn, Vương Nhậm Trọng từ chức
    - Trần Vĩnh Quý buộc từ chức

#### Sau khi cải tổ năm 1982
(4 tháng 5 năm 1982 tới 20 tháng 6 năm 1983)
- 4 tháng 5 năm 1982 tại Hội nghị thứ 23 Ủy ban Thường vụ Đại hội Đại biểu Nhân dân Toàn Quốc khóa 5 quyết định tiến hành điều chỉnh Ban thành viên Quốc vụ viện,tăng thêm Ủy viên Quốc vụ. "Ủy viên Quốc vụ" được đại ngộ tương đương Phó Tổng lý cùng cấp, Quốc vụ viện thứ 5 sau cải cách:

- Tổng lý: Triệu Tử Dương
  - Phó Tổng lý: Vạn Lý, Diêu Y Lâm

### Quốc vụ viện thứ 6
(18 tháng 6 năm 1983 tới 9 tháng 4 năm 1988)
- Tổng lý: Triệu Tử Dương (18 tháng 6 năm 1983 tại Hội nghị thứ nhất Ủy ban Thường vụ Đại hội Đại biểu Nhân dân Toàn Quốc khóa thứ 6 quyết định)
- 24 tháng 11 năm 1987,tại Hội nghị 23 Ủy ban Thường vụ Đại hội Đại biểu Nhân dân Toàn Quốc Triệu Tử Dương từ chức
- Tổng lý bổ nhiệm: Lý Bằng (24 tháng 11 năm 1987,tại Hội nghị 23 Ủy ban Thường vụ Đại hội Đại biểu Nhân dân Toàn Quốc)
  - Phó Tổng lý: Vạn Lý, Diêu Y Lâm, Lý Bằng, Điền Kỷ Vân (20 tháng 6 năm 1983 tại Hội nghị thứ nhất Ủy ban Thường vụ Đại hội Đại biểu Nhân dân Toàn Quốc khóa thứ 6 quyết định)
  - Phó Tổng lý sau bổ nhiệm: Kiều Thạch (12 tháng 4 năm 1986 Hội nghị thứ 4 Đại hội Đại biểu Nhân dân Toàn Quốc khóa 6 quyết định)

### Quốc vụ viện thứ 7
(9 tháng 4 năm 1988 tới 28 tháng 3 năm 1993)
- Tổng lý: Lý Bằng (9 tháng 4 năm 1988 tại Hội nghị thứ nhất Đại hội Đại biểu Nhân dân Toàn Quốc khóa thứ 7 quyết định)
  - Phó Tổng lý: Diêu Y Lâm, Điền Kỷ Vân, Ngô Học Khiêm (12 tháng 4 năm 1988 tại Hội nghị thứ nhất Đại hội Đại biểu Nhân dân Toàn Quốc khóa thứ 7 quyết định)
  - Phó Tổng lý sau bổ nhiệm: Trâu Gia Hoa, Chu Dung Cơ (8 tháng 4 năm 1991 tại Hội nghị thứ 4 Đại hội Đại biểu Nhân dân Toàn Quốc khóa thứ 7 quyết định)

### Quốc vụ viện thứ 8
(28 tháng 3 năm 1993 tới 17 tháng 3 năm 1998)
- Tổng lý: Lý Bằng (28 tháng 3 năm 1993 tại Hội nghị thứ nhất Đại hội Đại biểu Nhân dân Toàn Quốc khóa thứ 8 quyết định)
  - Phó Tổng lý: Chu Dung Cơ, Trâu Gia Hoa, Tiền Kỳ Sâm, Lý Lam Thanh (29 tháng 3 năm 1993 tại Hội nghị thứ nhất Đại hội Đại biểu Nhân dân Toàn Quốc khóa thứ 8 quyết định)
  - Phó Tổng lý sau bổ nhiệm: Ngô Bang Quốc, Khương Xuân Vân (28 tháng 3 năm 1995 tại Hội nghị thứ 3 Đại hội Đại biểu Nhân dân Toàn Quốc khóa thứ 8 quyết định)

### Quốc vụ viện thứ 9
(17 tháng 3 năm 1998 tới 16 tháng 3 năm 2003)
- Tổng lý: Chu Dung Cơ (17 tháng 3 năm 1998 tại Hội nghị thứ nhất Đại hội Đại biểu Nhân dân Toàn Quốc khóa thứ 9 quyết định)
  - Phó Tổng lý: Lý Lam Thanh, Tiền Kỳ Sâm, Ngô Bang Quốc, Ôn Gia Bảo (18 tháng 3 năm 1998 tại Hội nghị thứ nhất Đại hội Đại biểu Nhân dân Toàn Quốc khóa thứ 9 quyết định

### Quốc vụ viện thứ 10
(16 tháng 3 năm 2003 tới 17 tháng 3 năm 2008)
- Tổng lý: Ôn Gia Bảo (16 tháng 3 năm 2003 tại Hội nghị thứ nhất Đại hội Đại biểu Nhân dân Toàn Quốc khóa thứ 10 quyết định)
  - Phó Tổng lý: Hoàng Cúc, Ngô Nghi (nữ), Tằng Bồi Viêm, Hồi Lương Ngọc (người Hồi) (17 tháng 3 năm 2003 tại Hội nghị thứ nhất Đại hội Đại biểu Nhân dân Toàn Quốc khóa thứ 10 quyết định)
  - 2 tháng 6 năm 2007 Hoàng Cúc mất [1]

### Quốc vụ viện thứ 11
(16 tháng 3 năm 2008 tới 15 tháng 3 năm 2013)
- Tổng lý: Ôn Gia Bảo (16 tháng 3 năm 2008 tại Hội nghị thứ nhất Đại hội Đại biểu Nhân dân Toàn Quốc khóa thứ 11 quyết định)
  - Phó Tổng lý: Lý Khắc Cường, Hồi Lương Ngọc, Trương Đức Giang, Vương Kỳ Sơn (17 tháng 3 năm 2008 tại Hội nghị thứ nhất Đại hội Đại biểu Nhân dân Toàn Quốc khóa thứ 11 quyết định)

### Quốc vụ viện thứ 12
(15 tháng 3 năm 2013 tới 18 tháng 3 năm 2018)
- Tổng lý: Lý Khắc Cường (15 tháng 3 tại Hội nghị thứ nhất Đại hội Đại biểu Nhân dân Toàn Quốc khóa thứ 12 quyết định) [2]
  - Phó Tổng lý: Trương Cao Lệ, Lưu Diên Đông (nữ), Uông Dương, Mã Khải (16 tháng 3 năm 2013 tại Hội nghị thứ nhất Đại hội Đại biểu Nhân dân Toàn Quốc khóa thứ 12 quyết định)

### Quốc vụ viện thứ 13
(18 tháng 3 năm 2018 tới 11 tháng 3 năm 2023)
- Tổng lý: Lý Khắc Cường (18 tháng 3 năm 2018 tại Hội nghị thứ nhất Đại hội Đại biểu Nhân dân Toàn Quốc khóa thứ 13 quyết định) [3]
  - Phó Tổng lý: Hàn Chính, Tôn Xuân Lan (nữ), Hồ Xuân Hoa, Lưu Hạc (19 tháng 3 năm 2018 tại Hội nghị thứ nhất Đại hội Đại biểu Nhân dân Toàn Quốc khóa thứ 13 quyết định) [3]

### Quốc vụ viện thứ 14
(11 tháng 3 năm 2023 tới nay)
- Tổng lý: Lý Cường (11 tháng 3 năm 2023 tại Hội nghị thứ nhất Đại hội Đại biểu Nhân dân Toàn Quốc khóa thứ 14 quyết định) [4]
  - Phó Tổng lý: Đinh Tiết Tường, Hà Lập Phong, Trương Quốc Thanh, Lưu Quốc Trung.(12 tháng 3 năm 2023 tại Hội nghị thứ nhất Đại hội Đại biểu Nhân dân Toàn Quốc khóa thứ 14 quyết định) [5]